# نکومیس ایندین رنچریا (کالیفرنیا)
نکومیس ایندین رنچریا (به انگلیسی: Nacomis Indian Rancheria) یک منطقهٔ مسکونی در ایالات متحده آمریکا است که در شهرستان مندوسینو، کالیفرنیا واقع شده‌است. نکومیس ایندین رنچریا ۲۳۴ متر بالاتر از سطح دریا واقع شده‌است.